# Новогрудское воеводство (II Речь Посполитая)
Новогрудское воеводство (пол. Województwo nowogródzkie, бел. Навагрудскае ваяводства, классич. бел. Наваградзкае ваяводзтва) — административно-территориальная единица Польши, образованная 4 февраля 1921 года в результате советско-польской войны и последовавшего за ней Рижского мира. (весна 1921 года) Эти земли были закреплены в составе возрождённого польского государства. Крупные города: Барановичи, Лида, Несвиж, Слоним.

## География

### Территория
Новогрудское воеводства занимало территорию площадью 22 966 км², что составляло 6 % территории предвоенной Польши. На востоке граничило с СССР, а на юге с Полесским, с запада и севера — с Белостокским и Виленским воеводствами Польши.

### Рельеф
Новогрудское воеводство лежало на равнине, высшая точка которой достигала высоты 324 метра над уровнем моря и находилась в Новогрудке. К западу и к югу рельеф снижался и преобладали открытые пространства, лежащие на высоте 150—200 м.

### Гидрография
Новогрудское воеводство лежало в водосборе реки Неман, разделявшей воеводство естественным образом на две части. Неман проходил через повяты Столбцовский, Новогрудский, Лидский и Щучинский всего на территории воеводства 286 км.
К важнейшим рекам кроме Немана относились: Сула (длина 72 км), Березина (192 км), Гавья (65 км), Дитва (95 км), Лебяда (57 км), Молчадь (86 км), Вуша (83 км), Сервач (68 км) и наибольшая после Немана река, Щара (330 км). Полностью, длина речной сети воеводства доходила до 4066 км.
Больших озёр не было. Важнейшими были Свитязь, Калдычевские озёра, Кромаль, Дамачевские озёра, Пеласы и Матора. Их площадь колебалась в границах 93-170 га.
21 % территории Новогрудского воеводства занимали болота. Полностью поверхность топей и болот, которые лежали в бассейне рек, составляла 5886 км². Больше всего их было в Столбцовском повяте, затем в Воложинском, Слонимском и Барановичском. Минимум в Новогрудском и Щучинском повятах. Находившиеся в южной части воеводства, значительные болотные комплексы были продолжением Полесских болот. Тянулись они до шоссе Брест — Слуцк и далее на юг.

### Леса
Территория Новогрудского воеводства была достаточно залесённой. Общая площадь лесов в 1931 году составляла 5170 км² (24,3 % территории воеводства). Крупнейшие лесные массивы находились в Воложинском, Слонимском и Барановичском повятах. Воложинский повят и восточная часть Столбцовского повята занимал крупный лесной комплекс, состоящий из лесов Бакшанцкого, Вишневского, Любчанского и Налибокской Пущи общей площадью около 1 тыс. км². Второй по размеру лесной массив был расположен по левому берегу Немана возле устья Щары в Слонимском повяте и частично в Новогрудском — Липичанская пуща, называемая также Занеманской. В Барановичском повяте были значительные леса в долине Щары.
К северу от Немана леса встречались реже. Меньше их было в повятах Лидском, Новогрудском и Несвижском. Эти повяты представляли собой слабо облесённую полосу, которая опоясывала Новогрудское воеводство с юго-востока на северо-запад. В Щучинском повяте лесные массивы лежали на юго-восточном его конце, и относились к Гродненской пуще.

## Население
Согласно переписи 1931 года численность населения Новогрудского воеводства составляла 1057,2 тыс. чел., из которых в городах было лишь 102,3 тыс. По сравнению с другими территориями Польши, этот регион был не только слабо заселён, но и очень слабо урбанизирован.
Новогрудское воеводство не было этнически однородным. Основное население здесь составляли поляки, белорусы, евреи, литовцы, татары и русские. Доминировали однако, первые три этнические группы. На основании данных переписи 1931 года трудно выяснить, кто был поляком, а кто белорусом так как опрашиваемым лицам задавался вопрос не об этнической принадлежности, а о языке и вероисповедании.
Население воеводства по языку и религии:
| Население воеводства по языку и религии |                        |
| Родной язык                             | Религия                |
| Польский — 553 859                      | Католики — 424 549     |
| Белорусский — 413 466                   | Православные — 542 333 |
| Идиш и иврит — 76 025                   | Иудаизм — 82 872       |

Статистические данные говорят, что не все католики пользовались польским языком, равно как и не все православные использовали белорусский и русский языки; считается, что подавляющее большинство поляков и литовцев были католиками, а большинство белорусов и русских исповедовали православие.
Религия в повятах Новогрудского воеводства:
| Повят         | Население | Католики | Православные | Иудаисты |
| Барановичский | 161 038   | 28,02 %  | 61,45 %      | 9,98 %   |
| Лидский       | 183 485   | 78,82 %  | 12,52 %      | 8,12 %   |
| Несвижский    | 114 464   | 19,55 %  | 71,83 %      | 7,69 %   |
| Новогрудский  | 149 536   | 19,25 %  | 72,61 %      | 6,99 %   |
| Слонимский    | 126 510   | 18,82 %  | 70,23 %      | 9,76 %   |
| Столбецкий    | 99 389    | 38,09 %  | 54,35 %      | 7,01 %   |
| Щучинский     | 107 203   | 56,06 %  | 36,23 %      | 7,35 %   |
| Воложинский   | 115 522   | 53,54 %  | 41,45 %      | 4,62 %   |

В городах воеводства доминировали поляки и евреи, в сельской местности большинства повятов преобладали белорусы. Лишь в Лидском, Щучинском и Воложинском повятах большинство составляло польское население, значительный процент поляков жил в Столбецком, в остальных повятах преобладали белорусы.
| Родной язык в повятах |           |          |             |        |
| Повят                 | Население | Польский | Белорусский | Идиш   |
| Барановичский         | 161 038   | 46,52 %  | 42,62 %     | 8,70 % |
| Лидский               | 183 485   | 79,36 %  | 10,80 %     | 6,84 % |
| Несвижский            | 114 464   | 24,40 %  | 66,65 %     | 6,79 % |
| Новогрудский          | 149 536   | 23,46 %  | 68,83 %     | 6,49 % |
| Слонимский            | 126 510   | 41,35 %  | 49,35 %     | 7,27 % |
| Столбецкий            | 99 389    | 52,13 %  | 40,53 %     | 5,55 % |
| Щучинский             | 107 203   | 83,45 %  | 9,67 %      | 5,58 % |
| Воложинский           | 115 522   | 66,41 %  | 28,32 %     | 4,36 % |

Считается, что в тот период национальное самосознание местных белорусов было недостаточно развито; политическое самосознание постепенно возрастало под влиянием агитации белорусских национальных деятелей, а также коммунистической пропаганды, проводимой Коммунистической партией Западной Белоруссии.
Национальная политика польских властей ставила препятствия на пути карьерного роста этнических белорусов, о чём свидетельствуют данные переписи населения 1931 года: среди 19 115 работников публичной службы, костёла, организаций и общественных институтов католиков было 13 389, православных — 3050, иудаистов — 1481. Также, если не хуже, выглядела ситуация в администрации, суде, самоуправлении, просвещении, культуре и медицине. Поляки имели гораздо большие шансы для карьерного роста.
Несмотря на то, что белорусы имели меньшие возможности для развития своего просвещения и культуры, не заслуживает доверия утверждение, что все белорусы были противниками Польши. Значительная их часть ощущала связь с Польшей. Свидетельствует об этом и участие белорусов в подразделениях защиты границы, польском подполье и партизанских отрядах ЗВЗ и АК Новогрудской области.
Большинство евреев жили в городах и местечках, работали в торговле, промышленности и коммуникации. Они представляли собой закрытую и практически неассимилирующуюся группу. Этому способствовал традиционный уклад жизни, культурная и религиозная обособленность. Подавляющее большинство евреев жили бедно и поэтому были очень предрасположены к коммунистической пропаганде, которая проводилась через ячейки КПЗБ.
Хотя неприязнь белорусов и евреев к полякам и польскому государству была явлением достаточно распространённым, в межвоенное время случаев конфликтов на этнической почве не было. Эта взаимная неприязнь произрастала, в основном, на экономической почве, а не этнической.

## Образование
В 1939 на территории Новогрудского воеводства было 23 детских сада, 1323 начальные школы, 12 гимназий, 9 лицеев и учительских семинарий, 13 профессиональных школ, 10 сельскохозяйственных, 5 техникумов. Из 202,1 тыс. детей в школьном возрасте посещали школы 164,5 тыс. (81,4 %). Однако в 1938 году на территории Новогрудского воеводства не было ни одной школы с белорусским языком обучения.

## Транспорт
Транспортная сеть в Новогрудском воеводстве была слабо развита. Его территорию пересекали четыре железнодорожные линии. Длина всей железнодорожной сети составляла 584 км, из них 56 % приходилось на Лидский и Барановичский повяты.
Узкоколейные линии воеводства имели длину 148 км и использовались для местного сообщения.
Длина обычных дорог в Новогрудском воеводстве достигала 14 338 км, из них асфальтированными и мощёными были только 2214 км. И без того тяжелые коммуникационные условия ухудшались осадками, особенно весной, осенью и зимой (когда выпадало много снега).

## Сельское хозяйство
Новогрудское воеводство было аграрным регионом. Сложное положение в экономике имело непосредственное влияние и на межнациональные отношения.
На настроения белорусов влияла перенаселённость деревни и вызванная этим нехватка земли. В 1931 году на территории воеводства было 164 256 хозяйств, из них до 143 767 имели земли менее 15 га. В 81 853 хозяйства земли было менее 5 га и работали в них около 378 959 человек (во возрасте от 16 до 60 лет), от 5 до 10 га насчитывали 46 677 хозяйств (265 916 работающих), хозяйств от 10 до 15 га было 12 237 (69 777 работающих), от 15 до 50 га 7946 хозяйств (45 706 работающих). Имений выше 50 га было 938 (3572 работника).
Перенаселённость деревни и «земельный голод» касался одновременно и поляков и белорусов. Хотя преимущественно владельцами крупных (свыше 50 га) и средних хозяйств были поляки, из которых многие принадлежали к военным поселенцам (осадникам), которых на 1 января 1925 года в Новогрудском воеводстве насчитывалось 1921 человек.
Перенаселённость, примитивная система управления сельским хозяйством (доминировало трёхполье), малоурожайные почвы, недостаточная механизация деревни — все это способствовало тому, что большинство хозяйств Новогрудского воеводства были натуральными и самодостаточными, слабо связанными с рынком.

## Повяты
| Повят                                                                                     | Площадь км² | Население |  | Центр повята | Население    |
| ----------------------------------------------------------------------------------------- | ----------- | --------- |  | ------------ | ------------ |
| Новогрудское воеводство                                                                   |             |           |  |              |              |
| Барановичский                                                                             | 3 298       | 161 100   |  | Барановичи   | 22 893       |
| Дунилевичский (до 1922) ¹                                                                 | 3 687       | 112 717   |  | Дунилевичи   | 1 386        |
| Дисненский (до 1922)                                                                      | 5 156       | 170 342   |  | Дисна        | 4 514        |
| Лидский ³                                                                                 | 4 258       | 183 500   |  | Лида         | 19 490       |
| Несвижский                                                                                | 1 968       | 114 500   |  | Несвиж       | 7 357        |
| Новогрудский                                                                              | 2 930       | 149 500   |  | Новогрудок   | 9 567        |
| Слонимский                                                                                | 3 069       | 126 500   |  | Слоним       | 16 284       |
| Столбецкий                                                                                | 2 371       | 99 400    |  | Столбцы      | 6 569        |
| Щучинский (после 1929) ¹                                                                  | 2 273       | 107 200   |  | Щучин        | (1921) 1 539 |
| Вилейкский (до 1922) ¹                                                                    | 3 421       | 103 914   |  | Вилейка      | 3 417        |
| Воложинский                                                                               | 2 799       | 115 500   |  | Воложин      | 6 269        |
| ¹В 1922 в Виленское воеводство были переданы Вилейский, Дисненский и Дунилавицкий повяты. |             |           |  |              |              |
| ²21 мая 1929 был образован восьмой, Щучинский повят                                       |             |           |  |              |              |

Всего в воеводстве насчитывало 89 сельских гмин.

## Новогрудские воеводы
1. июнь — 17 октября 1921 Чеслав Крупский, и. о.
2. 17 октября 1921 — 29 августа 1924 Владислав Рачкевич (1885—1947)
3. 29 августа 1924 — 24 августа 1926 Мариан Юзеф Жагота-Янушайтис (1889—1973)
4. 24 сентября 1926 — 20 июня 1931 Зигмунд Бачкович (1887—1955)
5. 1 июля 1931 — 8 сентября 1932 Вацлав Костек-Бернацкий (1887—1957)
6. 8 сентября 1932 — 2 декабря 1935 Стефан Свидерский (1895—1978), и. о. до 1933
7. 17 декабря 1935 — 17 сентября 1939 Адам Людвиг Корвин-Соколовский (1896—1979)